# Nososticta smilodon
Nososticta smilodon là loài chuồn chuồn trong họ Platycnemididae. Loài này được Theischinger & Richards mô tả khoa học đầu tiên năm 2006.